# Eritha
Erithā war eine mykenische Priesterin im Königreich von Pylos. Anhand von Urkunden in Linear B aus dem Palast von Ano Englianos war sie Priesterin im Ort Sphagianes (Linear B: pa-ki-ja-ne), dem wohl wichtigsten Kultort des Königreiches.
Im bronzezeitlichen Archiv des mykenischen Palastes von Ano Englianos wurden beschriftete Tontäfelchen gefunden, die unter anderem den Landbesitz der Priesterin Eritha (mykenisch: Erithā hiereia, in Linear B: e-ri-ta i-je-re-ja) regeln. Gemäß dem Täfelchen PY Ep 704 besaß sie ein kleines Stück öffentliches Land, welches sie von der Gemeinde (myk. dāmos) gepachtet hatte. Von einem zweiten recht großen Landstück sagte Eritha, dass es freies Land sei, das der Gottheit gehöre, die Gemeinde aber sagte, dass sie dieses Land ebenfalls gepachtet habe. Der Ausgang dieses Rechtsstreites ist nicht bekannt. Eritha pachtete nach anderen Urkunden noch weitere kleinere Landstücke. Zudem hatte sie eine Sklavin und einen Sklaven namens Tetreus (Linear B: te-te-re-u), die beide ebenfalls für sich Land gepachtet hatten. In diesem Zusammenhang ist das Wort „Sklave“ nicht wortwörtlich zu nehmen, sondern als religiöser Titel zu betrachten, im Sinne von „Diener der Gottheit“, die der Priesterin Eritha unterstanden.